# هيلين بيليا
هيلين رينولدز بيليا (بالإنجليزية: Helen Reynolds Belyea)‏ ‏ (1913-1986) هي جيولوجية كندية اشتهرت بِشكل واسع بسبب أبحاثها عن العصر الديفوني في كندا الغربية.
وُلدت هيلين في مقاطعة سانت جون في نيو برونزويك لِعائلة ذات أصول هوغونوت فرنسية، وقد حصلت هيلين على درجة البكالويوس والماجستير من قسم الجيولوجيا في جامعة دالهاوسي في نوفا سكوشا، وقد حصلت على درجة الدكتوراة من جامعة جامعة نورث وسترن في إلينوي، وكان عنوان رسالة الدكتوراة الخاصة بها هو «جيولوجيا منطقة موسكواتش، نيو برونزويك».
تُوفيت هيلين عام 1986 في كالغاري عن عمر يناهز 73 عاماً.

## روابط خارجية
- هيلين بيليا 1913-1986.